# IC 3094
IC 3094 ist eine Spiralgalaxie vom Hubble-Typ S im Sternbild Coma Berenices am Nordsternhimmel. Sie ist schätzungsweise 154 Millionen Lichtjahre von der Milchstraße entfernt. Unter der Katalogbezeichnung VCC 213 wird sie als Mitglied des Virgo-Galaxienhaufens aufgeführt, ist jedoch dafür zu weit entfernt.
Das Objekt wurde am 16. November 1900 von Arnold Schwassmann entdeckt.